# 愛德華茲維爾 (伊利諾伊州)
愛德華茲維爾（英語：Edwardsville）是一個位於美國伊利諾伊州麥迪遜縣的城市。根據2010年美國人口普查，該地人口為24293人，而該地的面積約為53.01平方千米。同時該地也是麥迪遜縣的縣治。

## 地理
愛德華茲維爾的座標為38°48′14″N 89°57′30″W / 38.80389°N 89.95833°W，而該地的平均海拔高度為169米（即554英尺）。